# Skifferkronad tyrann
Skifferkronad tyrann (Leptopogon superciliaris) är en fågel i familjen tyranner inom ordningen tättingar.

## Utseende och läte
Skifferkronad tyrann är en liten tyrann med grå hjässa, svart öronfläck och beigefärgade vingband. Ryggen är olivgrön och buken ljusgul. Arten liknar mest sepiakronad tyrann, men denna art har brun hjässa. Den liknar även borsttyranner, men urskiljer sig genom de beigefärgade vingbanden och lätet, ett ofta hört explosivt "pseek!", ibland med en fräsande drill på slutet.

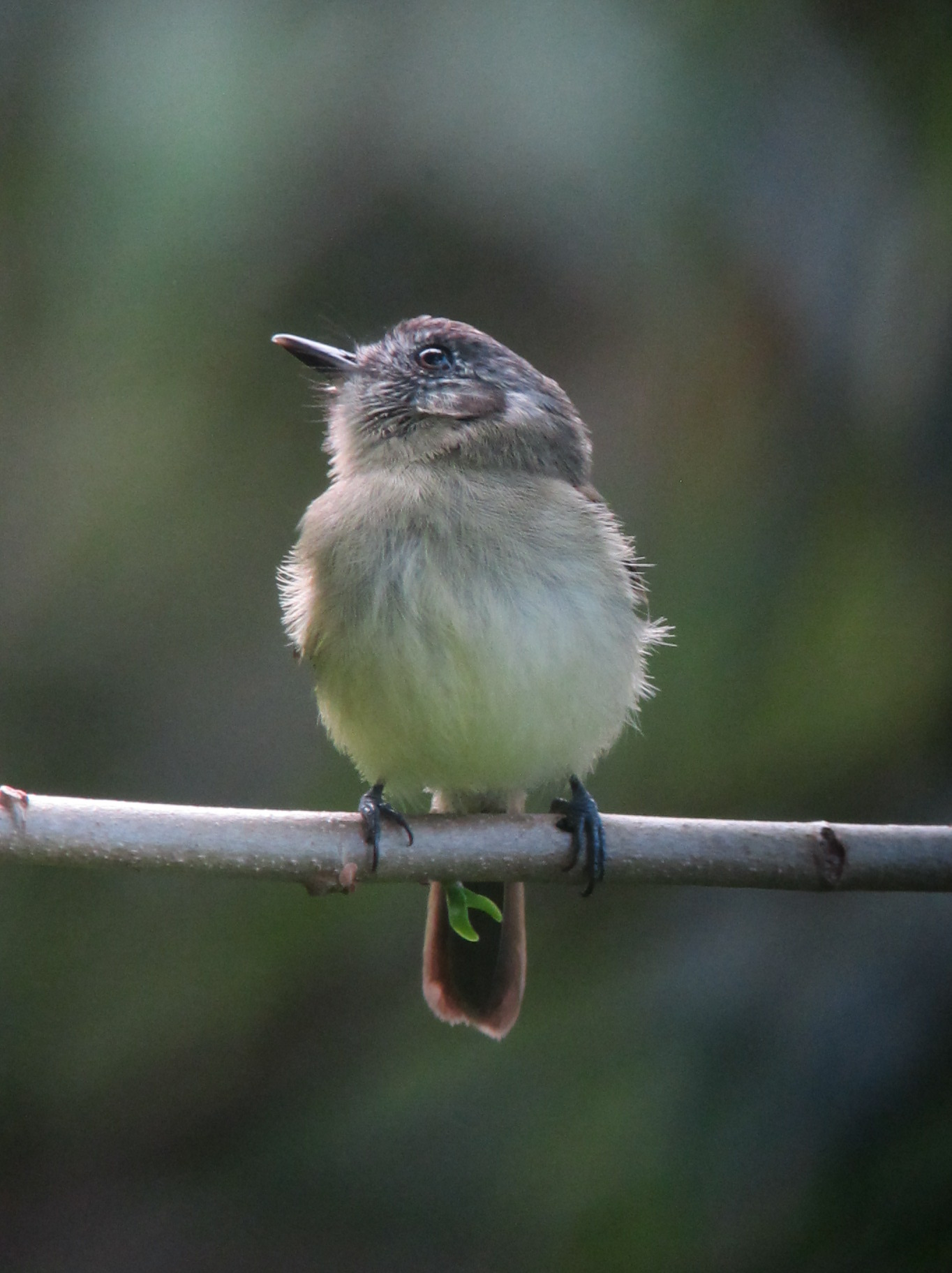

## Utbredning och systematik
Skifferkronad tyrann delas in i tre underarter med följande utbredning:
- Leptopogon superciliaris transandinus – bergstrakter i Costa Rica och Panama samt Andernas västsluttning i Colombia och Ecuador
- Leptopogon superciliaris superciliaris – förekommer från kustnära bergstrakter och Anderna i Venezuela söderut genom Anderna i Colombia (förutom västra Andernas västsluttning) och Andernas östsluttning i Ecuador och Peru (till Apurímacdalen i Cuzco)
- Leptopogon superciliaris albidiventer – förekommer i sydöstra Peru (Cusco och Puno) och Yungas i västra Bolivia

Underarten transandinus inkluderas ofta i superciliaris. Sedan 2016 urskiljer Birdlife International och naturvårdsunionen IUCN albidiventer som den egna arten "vitbukig dvärgtyrann".

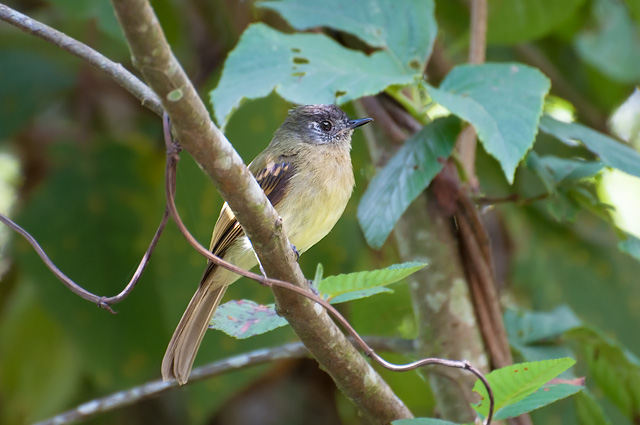
Underarten albidiventer, av vissa kategoriserad som egen art.

### Familjetillhörighet
Arten placeras traditionellt i familjen tyranner. DNA-studier visar dock att Tyrannidae består av fem klader som skildes åt redan under oligocen, pekar på att de skildes åt redan under oligocen, varför vissa auktoriteter behandlar dem som egna familjer. Skifferkronad tyrann med släktingar placeras då i Pipromorphidae.

## Levnadssätt
Skifferkronad tyrann hittas i skogar och skogsbryn. Den ses enstaka eller i par, vanligen inte alltför högt upp i träden. Fågeln slår ofta följe med kringvandrande artblandade flockar.

## Status
IUCN kategoriserar albidiventer och superciliaris (inklusive transandinus) var för sig, båda som livskraftiga.